# Чалмерс, Джеймс
Джеймс Ча́лмерс (англ. James Chalmers; 2 февраля 1782 года, Арброт, Ангус — 26 мая 1853 года, Данди) — шотландский книготорговец и издатель. В частности, издавал газету «Данди Кроникл» (The Dundee Chronicle). Кроме того, известен как активный сторонник почтовых реформ и изобретатель, претендующий на авторство идеи почтовой марки.

## Биография
Джеймс Чалмерс был вторым сыном в семье Уильяма Чалмерса (William Chalmers), предпринимателя из Арброта. Вначале Джеймс учился на ткача, но в 1807 году переехал в Данди по совету старшего брата Уильяма, занимавшегося там книготорговлей. Здесь он обосновался на Касл-стрит в качестве книготорговца, печатника и издателя газет. Известно, что Чалмерс издавал газету «The Caledonian» уже в 1822 году, а с 1830 года — газету «The Dundee Chronicle». Позднее он работал членом городского совета и стал председателем влиятельного объединения торговцев Данди «Nine Incorporated Trades».
В этом качестве его описывают как охотника на «драконов, мешающих прогрессу», поскольку Чалмерс неоднократно сражался за дело муниципальной реформы (Burgh Reform) и боролся за отмену налога на газеты и газетные рекламные объявления, а также за отмену акциза на бумагу.
Однако с наибольшим энтузиазмом он выступал за проведение реформы почты. Приблизительно с 1822 года он убеждал власти ускорить пересылку почты между Эдинбургом и Лондоном, уверяя, что это можно сделать без дополнительных затрат. Через несколько лет он добился уменьшения срока доставки почты на сутки в каждом направлении.

## Изобретение почтовой марки
Согласно Энциклопедическому словарю Брокгауза и Ефрона, Джеймсу Чалмерсу принадлежит идея изобретения наклеиваемых почтовых марок. Как утверждается в ряде источников, в 1834 году он выступил с проектом наклейки почтовых марок. Проект предусматривал оплату пересылаемых газет с помощью ярлыка в 1 пенни, который должен был наклеиваться на газетные пачки. В том же году Чалмерс якобы изготовил несколько напечатанных пробных образцов ярлыков-марок, покрытых с оборотной стороны клеем. Тем не менее изобретение марок приписывают Роуленду Хиллу, впоследствии английскому генерал-почтмейстеру.
В ноябре 1837 года Чалмерс направил письмо со своими предложениями Роберту Уоллесу (Robert Wallace), члену парламента от Гринока (Greenock).
В 1838 году Дж. Чалмерс, наряду с Р. Хиллом, представил памятную записку в комиссию британского парламента, специально созданную для изучения пенни-порто (penny-porto — почтовый сбор в 1 пенни) и развития почтовой связи. В записке, датированной 8 февраля 1838 года, он изложил своё предложение ввести в почтовую практику марку, знак почтовой оплаты с клеевым слоем, и устройство для гашения. В предложении также были приведены иллюстрации марок номиналом в 1 и 2 пенса. Чалмерс отрицательно отнёсся к использованию конвертов для писем, поскольку каждый дополнительный лист бумаги означал дополнительные затраты. Вместо этого он предложил, чтобы свёрнутое письмо запечатывалось ярлыком («slip») или почтовой маркой.
Отвергнутые образцы марок по проекту Чалмерса были позднее переданы на хранение в Музей Виктории и Альберта вместе с другой памятной запиской, которую Чалмерс также подавал в 1838 году в Торговый комитет (Mercantile Committee) Лондонского Сити.
| Эссе почтовых марок Джеймса Чалмерса | Эссе почтовых марок Джеймса Чалмерса | Эссе почтовых марок Джеймса Чалмерса |
| ------------------------------------ | ------------------------------------ | ------------------------------------ |
|                                      |                                      |                                      |
| 1838                                 | 1839                                 | То же                                |

## Претензии Джеймса Чалмерса
Чалмерс знал о том, что Роуленд Хилл серьёзно занимался проблемами почтовой реформы и разработкой знаков почтовой оплаты. Сохранились письма Чалмерса Хиллу. В одном из них, датированном 1 октября 1839 года, Чалмерс прямо давал понять Хиллу о своём желании войти первым в историю изобретения почтовой марки:

«Если ярлыкам (то есть маркам) суждено использоваться, то я тешу себя надеждой, что у меня есть претензии относительно приоритета в высказывании этого предложения; причем прошло почти два года, как я первый сделал его достоянием общественности и представил его в послании г-ну Уоллесу, члену парламента».Оригинальный текст (англ.)If slips (i.e., stamps) are to be used I flatter myself that I have a claim to priority in the suggestion, it being nearly two years since I first made it public and submitted it in a communication to Mr Wallace MP.
Несмотря на это заявление Чалмерса, бесспорным является факт публикации Р. Хиллом идеи почтовой марки в его знаменитом памфлете «Реформа почты, её значение и целесообразность», в издании от 22 февраля 1837 года, примерно за девять месяцев до письма Чалмерса Уоллесу. В памфлете Хилла весьма ясно проговаривался проект почтовых марок:

«Возможно, эта сложность (использования маркированных конвертов в определённых случаях) может быть устранена посредством бумажки, достаточно большой по размеру, чтобы нести на себе марку, и покрытой на обратной стороне тонким клеевым слоем, которую отправитель может, с помощью небольшого увлажнения, приложить на обороте письма, с тем чтобы избежать необходимости перенаправлять его».Оригинальный текст (англ.)Perhaps this difficulty (of using stamped envelopes in certain cases) might be obviated by using a bit of paper just large enough to bear the stamp and covered at the back with a glutinous wash, which the bringer might, by the application of a little moisture, attach to the back of the letter, so as to avoid the necessity of re-directing it.
Скорее всего, Чалмерс пропустил каким-то образом мимо своего внимания ранний памфлет Хилла, но в дальнейшем открыто признал своё заблуждение. В письме Р. Хиллу от 18 мая 1840 году, через несколько дней после «рождения» первых почтовых марок, Дж. Чалмерс откровенно назвал все свои претензии ошибочными:

«Я представляю себе это только актом справедливости по отношению к самому себе, чтобы заявить вам о том, что побудило меня стать конкурентом, потому что в этом качестве я никогда бы не выступил, если бы знал, что кто-нибудь, в особенности вы, предложил что-нибудь вроде того же проекта. <…> Я вынужден лишь сожалеть о том, что из-за моего невежества я был ввергнут в причинение другим и себе проблем в этом вопросе…»Оригинальный текст (англ.)I conceive it only an act of justice to myself to state to you what induced me to become a competitor; for in that capacity I never would have appeared if I had known that anyone, particularly you, had suggested anything like the same scheme. <…> I have only to regret that, through my ignorance, I was led to put others and myself to trouble in the matter…

## После смерти
Памяти Джеймса Чалмерса, книготорговца из Данди. Родился в 1782. Умер в 1853. Создатель наклеиваемых почтовых марок, которые спасли проект почтовой оплаты в 1 пенни 1840 года от краха, придав ему ошеломительный успех, и которые с тех пор приняты почтовыми системами мира. Этот Мемориал возведён его сыном, Патриком Чалмерсом из Уимблдона, 1888.Оригинальный текст (англ.)To The Memory Of JAMES CHALMERS Bookseller, Dundee. Born 1782. Died 1853. Originator of the Adhesive Postage Stamp, which saved the Penny Postage Scheme of 1840 from collapse, rendering it an unqualified success, and which has since been adopted throughout the postal systems of the world. This Memorial is Erected by his Son, Patrick Chalmers, Wimbledon, 1888.
Чарльз Чалмерс сменил своего отца в печатном деле в 1853 году. В 1868 году Чарльз взял в долю Дэвида Винтера (David Winter) и оставил ему бизнес после своей смерти в 1872 году. При этом типография была переименована в компанию David Winter & Son.
Сыновья Чалмерса, и более всего пятый сын Патрик Чалмерс, безрезультатно пытались после смерти своего отца оспорить в его пользу приоритет в вопросах реформы почты и изобретения почтовой марки.
Начиная с 1879 года Патрик Чалмерс опубликовал множество статей и памфлетов в стремлении доказать участие своего отца в проведении почтовой реформы, а также его первенство в изобретении почтовой марки с клеевым слоем. Одна из написанных им книг, «Robert Wallace, M. P., and James Chalmers, the Scottish Postal Reformers» («Роберт Уоллес и Джеймс Чалмерс, шотландские реформаторы почты»), была опубликована в 1890 году. П. Чалмерс также убеждал филателистов — и не без успеха — признать отца создателем почтовой марки, и это мнение стало распространяться в филателистических кругах того времени, в том числе в Американском филателистическом обществе.
Оппонентом Патрика Чалмерса с противоположной стороны выступил сын Р. Хилла, Пирсон Хилл (Pearson Hill), который отрицал все претензии Чалмерса. На пике дебатов, в 1884—1889 годах, дело даже было рассмотрено судьёй Джоном Тиффани (John Tiffany), который пришёл к заключению о правомочности считать сэра Роуленда Хилла «отцом» почтовой марки.
Дочь Патрика Чалмерса, Лия Чалмерс (Leah Chalmers), была автором книги под названием «How the Adhesive Postage Stamp Was Born» («Как родилась наклеиваемая почтовая марка»), изданной в 1939 году. Внучке Чалмерса оппонировал уже внук Хилла, полковник Х. У. Хилл (H. W. Hill), который сделал соответствующие заявления в 1940 году, когда отмечалось 100-летие со дня выхода первой почтовой марки. В 1971 году вышла ещё одна книга о Джеймсе Чалмерсе: «James Chalmers, Inventor of the Adhesive Postage Stamp» («Джеймс Чалмерс — изобретатель наклеиваемой почтовой марки»). Один из соавторов этой книги, Уильям Смит (William J. Smith), был директором компании David Winter & Sons Ltd., преемницы типографии Джеймса Чалмерса.
Во всех упомянутых источниках заявляется, что Джеймс Чалмерс впервые изготовил эссе почтовой марки в августе 1834 года, но ни в одном из них не приведено никаких доказательств, кроме вызывающих сомнение устных и письменных воспоминаний подчинённых Чалмерса.
В Данди, родном городе Дж. Чалмерса, он был признан, тем не менее, изобретателем почтовой марки как при жизни, так и после своей кончины.

## Семья
Джеймс Чалмерс был женат ранним браком на Барбаре Диксон (Barbara Dickson), старшей дочери Бейли Диксона (Bailie Dickson) из Монтроза. Имел пять сыновей, в том числе Чарльза (Charles Dickson Chalmers), торговца в Данди, и Патрика (Patrick Chalmers; 26 июля 1819, Данди — 1891, Уимблдон).

## Память
В честь 200-летия со дня рождения Джеймса Чалмерса Королевская почта подготовила в 1982 году буклет (Sc #BK572), включавший стандартные марки Великобритании (типа «Машен»). Для оформления наружной и внутренней сторон буклета были использованы графический портрет Чалмерса, его факсимиле и три различных дизайна марок, которые когда-то предлагались Чалмерсом в качестве прототипов будущих почтовых марок.
В июне 2008 года шесть эссе почтовых марок Чалмерса были выставлены на британском аукционе Спинк (Spink). Их оценивали в 150 000 фунтов стерлингов, однако лот остался непроданным.